# IC 69
IC 69 је спирална галаксија у сазвјежђу Рибе која се налази на листи објеката дубоког неба у Индекс каталогу.
Деклинација објекта је + 31° 2' 28" а ректасцензија 1h 1m 23,6s. Привидна величина (магнитуда) објекта IC 69 износи 13,8 а фотографска магнитуда 14,6. IC 69 је још познат и под ознакама MCG 5-3-41, CGCG 501-66, PGC 3666.